# Europamesterskaberne i amatørboksning 1965
Europamesterskaberne i amatørboksning 1965 blev afviklet fra den 22. til den 29. maj 1965 i Østberlin i DDR. Det var 16. gang, der blev afholdt EM for amatørboksere. Turneringen blev arrangeret af den europæiske amatørbokseorganisation EABA. Der deltog 172 boksere fra 24 lande.
Bedste nation blev Sovjetunionen, der opnåede 8 guldmedaljer i de 10 vægtklasser.

## Danske deltagere
For første gang siden 1955 deltog boksere fra Danmark. Danmark stillede med 6 boksere til turneringen: Lasse Benzon (letvægt), Preben Rasmussen (letweltervægt), Gunnar Husted (weltervægt), Hans E. Petersen (letmellemvægt), Vagn Nørgaard (mellemvægt) og Søren Nielsen (letsværvægt).
Samtlige danske boksere tabte i den indledende runde, bortset fra Preben Rasmussen, der nåede finalen, hvor han tabte til den forsvarende mester, polakken Jerzy Kulej, der året forinden havde vundet OL-guld i Tokyo.

## Medaljevindere
| Event                           | Guld                               | Sølv                      | Bronze                                             |
| ------------------------------- | ---------------------------------- | ------------------------- | -------------------------------------------------- |
| Fluevægt (– 51 kilogram)        | Hans Freistadt Vesttyskland        | Hubert Skrzypczak Polen   | Constantin Ciucă Rumænien John McCluskey Skotland  |
| Bantamvægt (– 54 kilogram)      | Oleg Grigoryev Sovjetunionen       | Jan Gałązka Polen         | Nicolae Giju Rumænien Horst Rascher Vesttyskland   |
| Fjervægt (– 57 kilogram)        | Stanislav Stepashkin Sovjetunionen | Brunon Bendig Polen       | Ken Buchanan Skotland Wolfgang Hübner DDR          |
| Letvægt (– 60 kilogram)         | Velikton Barannikov Sovjetunionen  | Józef Grudzień Polen      | Jim McCourt Irland Antoniu Vasile Rumænien         |
| Letweltervægt (– 63,5 kilogram) | Jerzy Kulej Polen                  | Preben Rasmussen Danmark  | Ermanno Fasoli Italien Rupert König Østrig         |
| Weltervægt (– 67 kilogram)      | Ričardas Tamulis Sovjetunionen     | Luigi Patruno Italien     | Detlef Dahn DDR Vladimír Kučera Tjekkoslovakiet    |
| Letmellemvægt (– 71 kilogram)   | Viktor Ageyev Sovjetunionen        | Angel Doitchev Bulgarien  | Mario Casati Italien Anton Schnedl Østrig          |
| Mellemvægt (– 75 kilogram)      | Valerij Popentjenko Sovjetunionen  | William Robinson England  | Lucjan Słowakiewicz Polen Wolfgang Trodler DDR     |
| Letsværvægt (– 81 kilogram)     | Danas Pozniakas Sovjetunionen      | Peter Gerber Vesttyskland | Bernd Anders DDR Béla Horváth Schweiz              |
| Sværvægt (+ 81 kilogram)        | Aleksandr Izosimov Sovjetunionen   | Kiril Pandov Bulgarien    | Dušan Rybanský Tjekkoslovakiet Ernő Szénási Ungarn |

## Medalvindere deltagerlande
*   Værtsnation ( DDR)
| Rank               | Nation                | Guld | Sølv | Bronze | Total |
| ------------------ | --------------------- | ---- | ---- | ------ | ----- |
| 1                  | Sovjetunionen (URS)   | 8    | 0    | 0      | 8     |
| 2                  | Polen (POL)           | 1    | 4    | 1      | 6     |
| 3                  | Vesttyskland (FRG)    | 1    | 1    | 1      | 3     |
| 4                  | Bulgarien (BUL)       | 0    | 2    | 0      | 2     |
| 5                  | Italien (ITA)         | 0    | 1    | 2      | 3     |
| 6                  | Danmark (DEN)         | 0    | 1    | 0      | 1     |
| 6                  | England (ENG)         | 0    | 1    | 0      | 1     |
| 8                  | DDR (GDR)*            | 0    | 0    | 4      | 4     |
| 9                  | Rumænien (ROU)        | 0    | 0    | 3      | 3     |
| 10                 | Skotland (SCO)        | 0    | 0    | 2      | 2     |
| 10                 | Tjekkoslovakiet (TCH) | 0    | 0    | 2      | 2     |
| 10                 | Østrig (AUT)          | 0    | 0    | 2      | 2     |
| 13                 | Irland (IRL)          | 0    | 0    | 1      | 1     |
| 13                 | Schweiz (SUI)         | 0    | 0    | 1      | 1     |
| 13                 | Ungarn (HUN)          | 0    | 0    | 1      | 1     |
| Total (15 nations) | Total (15 nations)    | 10   | 10   | 20     | 40    |